# Lijst van oorlogsmonumenten in Achtkarspelen
De Nederlandse gemeente Achtkarspelen heeft elf oorlogsmonumenten. Hieronder een overzicht.
| Nr.  | Object                                  | Herdachte groep | Ontwerper                                                         | Onthulling    | Type            | Locatie                                  | Plaats                      | Coördinaten                   | Foto                         |
| ---- | --------------------------------------- | --- | ----------------------------------------------------------------- | ------------- | --------------- | ---------------------------------------- | --------------------------- | ----------------------------- | ---------------------------- |
| 138  | Indië-monument                          | militairen in dienst van het Ned. Kon. na 1945                                                                         | Steenhouwerij Klaas de Vries                                      | 8 juni 1955   | zuil            | De Kromelle to 2A, 9289 KB               | Buweklooster                | 53° 12' 11" NB, 6° 7' 35" OL  | Meer afbeeldingen            |
| 227  | Gedenkraam Limburgse evacués            | evacués | Henk van de Burgt                                                 |               | glas-in-lood    | Stationstraat 18 (gemeentehuis), 9285 NH | Drogeham                    |                               | Gedenkraam Limburgse evacués |
| 763  | Monument in de Spaar- en Voorschotbank  | burgerslachtoffers | A.J. Adema                                                        |               | beeld/sculptuur | Torenplein 7, 9231 CG                    | Surhuisterveen              | 53° 10' 51" NB, 6° 9' 47" OL  |                              |
| 764  | Herdenkingsplaquette                    | burgerslachtoffers, verzet Nederland                                                                                   | Steenhouwerij Klaas de Vries                                      |               | plaquette       | Torenplein, 9231 CG                      | Surhuisterveen              | 53° 10' 52" NB, 6° 9' 48" OL  | Herdenkingsplaquette         |
| 765  | Oorlogsmonument                         | algemeen | S.J. Otten (1933)                                                 | 4 mei 1995    | beeld/sculptuur | Oude Havenstraat, 9285 TC                | Buitenpost                  | 53° 15' 5" NB, 6° 8' 40" OL   | Oorlogsmonument              |
| 767  | Monument aan de Boelenswei              | burgerslachtoffers, verzet Nederland                                                                                   |                                                                   | 4 mei 1990    | plaquette       | Boelenswei, 9233 KD                      | Boelenslaan                 | 53° 9' 52" NB, 6° 8' 40" OL   | Monument aan de Boelenswei   |
| 1321 | Oorlogsmonument                         | algemeen, militairen in dienst van het Ned. Kon. 1940-1945, burgerslachtoffers, vervolgden Nederland, verzet Nederland | Riekje de Boer                                                    | 3 juli 1997   | gedenksteen     | Reitsmastrjitte 1, 9281 LB               | Harkema                     | 53° 10' 59" NB, 6° 7' 57" OL  | Oorlogsmonument              |
| 1322 | Monument bij het Prinses Margrietkanaal | militairen in dienst van het Ned. Kon. 1940-1945, verzet Nederland                                                     | H.F. de Boer (ontwerp), Steenhouwerij Klaas de Vries (uitvoering) | 15 april 1955 | gedenksteen     | Izermieden                               | Blauwverlaat (Augustinusga) | 53° 13' 43" NB, 6° 10' 23" OL | Meer afbeeldingen            |
| 1324 | Plaquette in het NS-station             | verzet Nederland | Ir. H.G.J. Schelling (ontwerp), H.J. Winkelman (uitvoering)       |               | plaquette       | Stationsplein 2, 9285 VV                 | Buitenpost                  | 53° 15' 22" NB, 6° 8' 41" OL  | Plaquette in het NS-station  |
| 2078 | Gedenksteen in het gemeentehuis         | burgerslachtoffers | J. Kloek                                                          |               | gedenksteen     | Stationsstraat 18, 9285 NH               | Buitenpost                  | 53° 15' 22" NB, 6° 8' 35" OL  |                              |
| 2458 | Monument voor generaal S.H. Spoor       | militairen in dienst van het Ned. Kon. na 1945                                                                         |                                                                   | 8 juni 1955   | plaquette       | Generaal Spoorplantsoen, 9289 HJ         | Drogeham                    | 53° 12' 12" NB, 6° 7' 35" OL  |                              |

Achtkarspelen ·
Ameland ·
Dantumadeel ·
De Friese Meren ·
Harlingen ·
Heerenveen ·
Leeuwarden ·
Noardeast-Fryslân ·
Ooststellingwerf ·
Opsterland ·
Schiermonnikoog ·
Smallingerland ·
Súdwest-Fryslân ·
Terschelling ·
Tietjerksteradeel ·
Vlieland ·
Waadhoeke ·
Weststellingwerf